# エドゥアルド・ブストス・モントージャ
エドゥアルド・アリエル・ブストス・モントージャ（Eduardo Ariel Bustos Montoya, 1976年10月8日 - ）は、アルゼンチンサンタフェ州ロサリオ出身のサッカー選手。ポジションはフォワード。

## 経歴
10歳からCAロサリオ・セントラルのジュニアチームに所属し、高校卒業後にトップチームに入り、1995年にプロ契約した。2000年1月にJリーグ・アビスパ福岡へレンタル移籍で加入した。登録名はモントージャ。エースストライカーとして活躍し、翌年も戦力として期待されたが、保有先のクラブとの金銭的な折り合いがつかず、2000年限りで福岡を退団した。

## 所属クラブ
- 1995年 - 1998年  CAロサリオ・セントラル
  - 1996年  フェイエノールト (期限付き移籍)
- 1999年 - 2001年  CFアトラス
  - 2000年  アビスパ福岡 (期限付き移籍)
  - 2000年 - 2001年  ドセ・デ・オクトゥブレ (期限付き移籍)
- 2002年  CAチャカリタ・ジュニアーズ
- 2002年 - 2003年  CAラヌース
- 2003年 - 2004年  CAバンフィエルド
- 2004年 - 2006年  CAインデペンディエンテ
- 2006年 - 2007年  キルメスAC
- 2007年 - 2009年  レヴァディアコスFC
- 2009年 - 2010年  CAテンペルレイ（スペイン語版）
- 2010年 - 2011年  CAセントラル・コルドバ (ロサリオ)（スペイン語版）

## 個人成績
| 国内大会個人成績 | 国内大会個人成績 | 国内大会個人成績 | 国内大会個人成績 | 国内大会個人成績 | 国内大会個人成績 | 国内大会個人成績 | 国内大会個人成績 | 国内大会個人成績 | 国内大会個人成績 | 国内大会個人成績 | 国内大会個人成績 |
| 年度             | クラブ           | 背番号           | リーグ           | リーグ戦         | リーグ戦         | リーグ杯         | リーグ杯         | オープン杯       | オープン杯       | 期間通算         | 期間通算         |
| 年度             | クラブ           | 背番号           | リーグ           | 出場             | 得点             | 出場             | 得点             | 出場             | 得点             | 出場             | 得点             |
| 日本             | 日本             | 日本             | 日本             | リーグ戦         | リーグ戦         | リーグ杯         | リーグ杯         | 天皇杯           | 天皇杯           | 期間通算         | 期間通算         |
| ---------------- | ---------------- | ---------------- | ---------------- | ---------------- | ---------------- | ---------------- | ---------------- | ---------------- | ---------------- | ---------------- | ---------------- |
| 2000             | 福岡             | 9                | J1               | 28               | 9                | 3                | 0                | 2                | 0                | 33               | 9                |
| 通算             | 日本             | 日本             | J1               | 28               | 9                | 3                | 0                | 2                | 0                | 33               | 9                |
| 総通算           | 総通算           | 総通算           | 総通算           | 28               | 9                | 3                | 0                | 2                | 0                | 33               | 9                |